# تيمور أباد (هشترود)
تيمور أباد هي قرية في مقاطعة هشترود، إيران. يقدر عدد سكانها بـ 0 نسمة بحسب إحصاء 2016.